# 佩克沙河

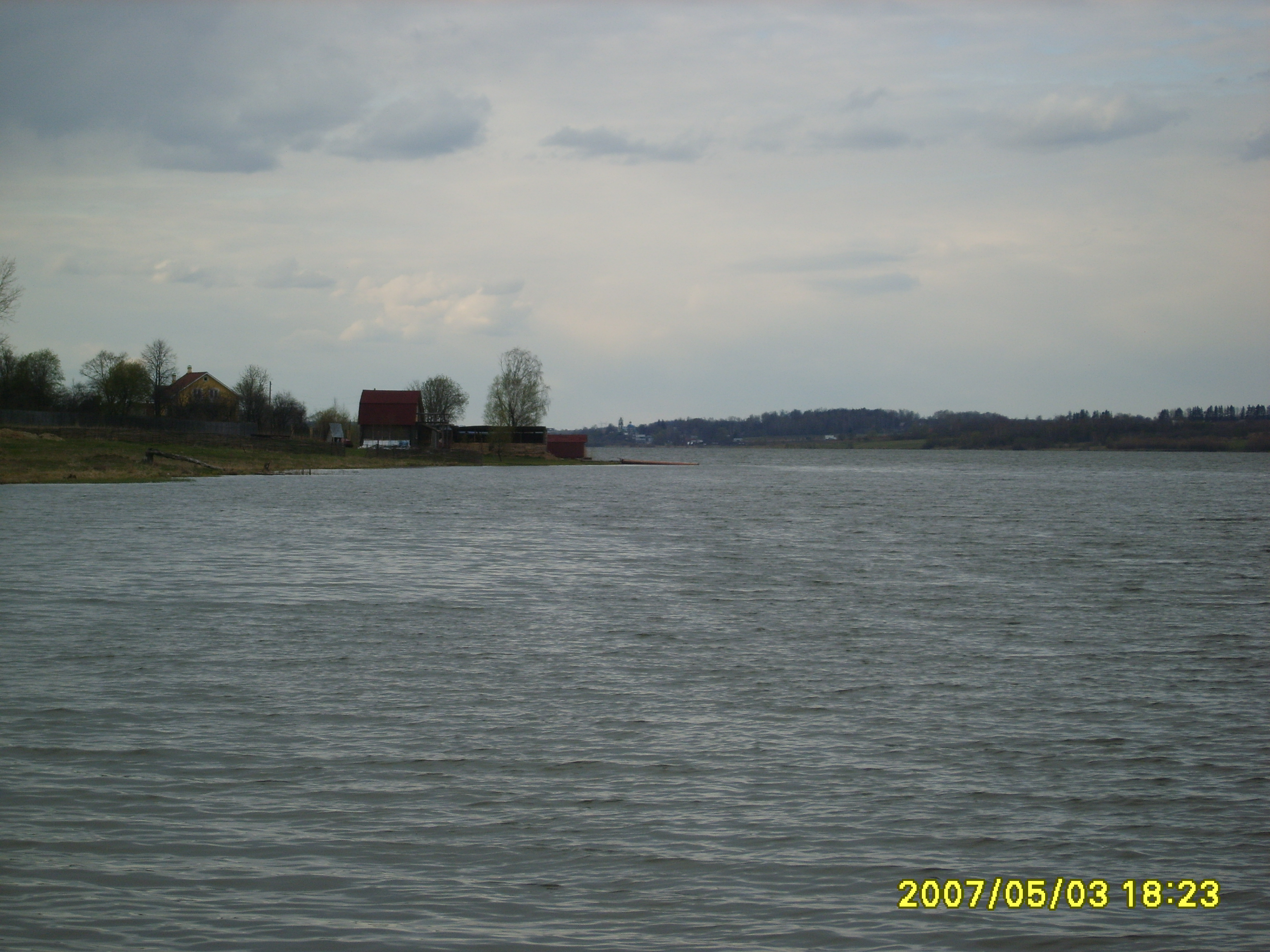
佩克沙河

佩克沙河是俄羅斯的河流，位於弗拉基米爾州內，屬於克利亞濟馬河的左支流，從海拔高度210米的發源地向東南流，最終在科斯捷列沃注入克利亞濟馬河，河道全長127公里，闊度10至32米，水深1至6米，流域面積3,590平方公里，在每年11月至12月開始結冰，直至翌年4月，河畔城鎮有科利丘吉諾。